# Manuel Hagel
Manuel Hagel (nascido em 1 de maio de 1988) é um político alemão da CDU e, desde 2016, Generalsekretär da CDU Baden-Württemberg.
Hagel nasceu em 1988 na cidade de Ehingen, na Suábia, e tornou-se banqueiro. Hagel ingressou na CDU de centro em 2006 e tornou-se membro do Landtag Baden Württemberg em 2016.